# Филота (син на Карсис)
Вижте пояснителната страница за други личности с името Филота.
Филота (Philotas) е тракиец и царски паж (basilikoi paides) на Александър Велики.
Той е син на Карсис и се жени за дъщерята на македноския благородник Филота. Става царски паж на Александър Македонски. През пролетта 327 пр.н.е. в Бактрия участва с ръководителят Хермолай (ученик на Калистен) и приятелят му Состратус в „заговора на пажите“ , който планува убийството на Александър Македонски. Те са предадени и екзекутирани.